# Fußball-Club Augsburg 1907 2012-2013
Questa voce raccoglie le informazioni riguardanti l' Fußball-Club Augsburg 1907  nelle competizioni ufficiali della stagione 2012-2013.

## Stagione
Nella stagione 2012-2013 l'Augusta, allenata da Markus Weinzierl, concluse il campionato di Bundesliga al 15º posto. In coppa di Germania l'Augusta fu eliminata agli ottavi di finale dal Bayern Monaco.

## Rosa
| N. |                        | Ruolo | Calciatore                 |
| -- | ---------------------- | ----- | -------------------------- |
| 30 | Marocco (bandiera)     | P     | Mohamed Amsif              |
| 37 | Germania (bandiera)    | P     | Iōannīs Gkelios            |
| 1  | Germania (bandiera)    | P     | Simon Jentzsch             |
| 21 | Austria (bandiera)     | P     | Alexander Manninger        |
| 18 | Germania (bandiera)    | D     | Jan-Ingwer Callsen-Bracker |
| 17 | Canada (bandiera)      | D     | Marcel de Jong             |
| 5  | Estonia (bandiera)     | D     | Ragnar Klavan              |
| 15 | Germania (bandiera)    | D     | Sebastian Langkamp         |
| 19 | Germania (bandiera)    | D     | Matthias Ostrzolek         |
| 24 | Stati Uniti (bandiera) | D     | Michael Parkhurst          |
| 20 | Germania (bandiera)    | D     | Ronny Philp                |
| 4  | Germania (bandiera)    | D     | Dominik Reinhardt          |
| 32 | Germania (bandiera)    | D     | Matthias Strohmaier        |
| 2  | Paesi Bassi (bandiera) | D     | Paul Verhaegh              |
| 10 | Germania (bandiera)    | C     | Daniel Baier               |
| 28 | Germania (bandiera)    | C     | André Hahn                 |

| N. |                          | Ruolo | Calciatore       |
| -- | ------------------------ | ----- | ---------------- |
| 7  | Corea del Sud (bandiera) | C     | Koo Ja-cheol     |
| 14 | Rep. Ceca (bandiera)     | C     | Jan Morávek      |
| 29 | Germania (bandiera)      | C     | Moritz Nebel     |
| 16 | Germania (bandiera)      | C     | Andreas Ottl     |
| 11 | Rep. Ceca (bandiera)     | C     | Milan Petržela   |
| 34 | Germania (bandiera)      | C     | Pablo Pigl       |
| 22 | Camerun (bandiera)       | C     | Somen Tchoyi     |
| 31 | Germania (bandiera)      | C     | Marco Thiede     |
| 6  | Germania (bandiera)      | C     | Kevin Vogt       |
| 13 | Germania (bandiera)      | C     | Tobias Werner    |
| 23 | Burkina Faso (bandiera)  | A     | Aristide Bancé   |
| 36 | Germania (bandiera)      | A     | Stephan Hain     |
| 27 | Corea del Sud (bandiera) | A     | Ji Dong-won      |
| 33 | Germania (bandiera)      | A     | Sascha Mölders   |
| 8  | Zimbabwe (bandiera)      | A     | Knowledge Musona |
| 9  | Germania (bandiera)      | A     | Torsten Oehrl    |

## Organigramma societario
Area tecnica
- Allenatore: Markus Weinzierl
- Allenatore in seconda: Wolfgang Beller, Tobias Zellner
- Preparatore dei portieri: Zdenko Miletić
- Preparatori atletici: Thomas Barth

## Risultati

### Bundesliga

#### Girone di andata
| Arbitro: | Kircher |

|  |           |                  |
|  | Marcatori | 68’, 79’ Schahin |

| Arbitro: | Siebert |

|                                          |           |           |
| Papadopoulos 33’ Jones 46’ Huntelaar 72’ | Marcatori | 79’ Oehrl |

| Augusta 14 settembre 2012, ore 20:30 CEST 3ª giornata | Augusta  | 0 – 0 referto | Wolfsburg | SGL Arena (28 512 spett.)\| Arbitro: \| Winkmann \| |
| Arbitro:                                              | Winkmann |               |           |                                                     |

| Arbitro: | Weiner |

|                           |           |  |
| Ivanschitz 10’ Szalai 25’ | Marcatori |  |

| Arbitro: | Dankert |

|            |           |                                         |
| Werner 51’ | Marcatori | 7’ Kießling 39’ Wollscheid 44’ Schürrle |

| Sinsheim 29 settembre 2012, ore 15:30 CEST 6ª giornata | Hoffenheim | 0 – 0 referto | Augusta | Wirsol Rhein-Neckar-Arena (22 000 spett.)\| Arbitro: \| Schmidt \| |
| Arbitro:                                               | Schmidt    |               |         |                                                                    |

| Arbitro: | Kircher |

|                              |           |               |
| Werner 2’ Hain 32’ Baier 72’ | Marcatori | 19’ De Bruyne |

| Norimberga 21 ottobre 2012, ore 15:30 CEST 8ª giornata | Norimberga | 0 – 0 referto | Augusta | Stadion Nürnberg (40 171 spett.)\| Arbitro: \| Stark \| |
| Arbitro:                                               | Stark      |               |         |                                                         |

| Arbitro: | Weiner |

|  |           |                     |
|  | Marcatori | 13’ Son 63’ Rudņevs |

| Arbitro: | Drees |

|                      |           |  |
| Diouf 26’ Stindl 85’ | Marcatori |  |

| Arbitro: | Gräfe |

|             |           |                              |
| Mölders 81’ | Marcatori | 9’ Reus 51’, 70’ Lewandowski |

| Arbitro: | Meyer |

|                                                    |           |                     |
| Mölders 7’ (aut.) Aigner 32’ Meier 52’, 75’ (rig.) | Marcatori | 45’ Koo 64’ Mölders |

| Arbitro: | Stieler |

|            |           |              |
| Mölders 5’ | Marcatori | 85’ Herrmann |

| Arbitro: | Dankert |

|                         |           |         |
| Traoré 11’ Ibišević 69’ | Marcatori | 44’ Koo |

| Arbitro: | Dingert |

|           |           |            |
| Werner 9’ | Marcatori | 28’ Schmid |

| Arbitro: | Drees |

|  |           |                             |
|  | Marcatori | 40’ (rig.) Müller 63’ Gómez |

| Arbitro: | Zwayer |

|             |           |            |
| Sobiech 69’ | Marcatori | 9’ Mölders |

#### Girone di ritorno
| Arbitro: | Gräfe |

|                    |           |                          |
| Reisinger 73’, 90’ | Marcatori | 40’, 71’ Mölders 45’ Koo |

| Augusta 26 gennaio 2013, ore 15:30 CET 19ª giornata | Augusta | 0 – 0 referto | Schalke 04 | SGL Arena (28 553 spett.)\| Arbitro: \| Dingert \| |
| Arbitro:                                            | Dingert |               |            |                                                    |

| Arbitro: | Fritz |

|           |           |             |
| Naldo 23’ | Marcatori | 25’ Morávek |

| Arbitro: | Stieler |

|             |           |            |
| Mölders 57’ | Marcatori | 44’ Szalai |

| Arbitro: | Schmidt |

|                         |           |             |
| Kießling 26’ Bender 76’ | Marcatori | 89’ Mölders |

| Arbitro: | Meyer |

|                    |           |                |
| Ji 45’ Mölders 79’ | Marcatori | 90’ De Camargo |

| Arbitro: | Winkmann |

|  |           |            |
|  | Marcatori | 29’ Werner |

| Arbitro: | Perl |

|                    |           |                          |
| Schäfer 36’ (aut.) | Marcatori | 21’ Kiyotake 54’ Esswein |

| Arbitro: | Welz |

|  |           |                    |
|  | Marcatori | 7’ Callsen-Bracker |

| Arbitro: | Fritz |

|  |           |                 |
|  | Marcatori | 61’, 90’ Rausch |

| Arbitro: | Schmidt |

|                                               |           |                    |
| Schieber 22’, 52’ Subotić 64’ Lewandowski 90’ | Marcatori | 43’ Baier 45’ Vogt |

| Arbitro: | Winkmann |

|             |           |  |
| Ji 27’, 55’ | Marcatori |  |

| Arbitro: | Drees |

|                  |           |  |
| Daems 28’ (rig.) | Marcatori |  |

| Arbitro: | Gräfe |

|                                |           |  |
| Mölders 61’ de Jong 83’ Ji 85’ | Marcatori |  |

| Arbitro: | Zwayer |

|                        |           |  |
| Makiadi 31’ Schmid 61’ | Marcatori |  |

| Arbitro: | Fritz |

|                                    |           |  |
| Müller 69’ Shaqiri 82’ Gustavo 87’ | Marcatori |  |

| Arbitro: | Welz |

|                                       |           |            |
| Werner 30’ Callsen-Bracker 55’ Ji 74’ | Marcatori | 62’ Trinks |

### Coppa di Germania
| Arbitro: | Bandurski |

|  |           |                      |
|  | Marcatori | 28’ Bancé 78’ Musona |

| Arbitro: | Fritz |

|  |           |                     |
|  | Marcatori | 69’ Callsen-Bracker |

| Arbitro: | Kinhöfer |

|  |           |                       |
|  | Marcatori | 26’ Gómez 85’ Shaqiri |

## Statistiche

### Statistiche di squadra
| Competizione      | Punti | In casa | In casa | In casa | In casa | In casa | In casa | In trasferta | In trasferta | In trasferta | In trasferta | In trasferta | In trasferta | Totale | Totale | Totale | Totale | Totale | Totale | DR  |
| Competizione      | Punti | G       | V       | N       | P       | Gf      | Gs      | G            | V            | N            | P            | Gf           | Gs           | G      | V      | N      | P      | Gf     | Gs     | DR  |
| ----------------- | ----- | ------- | ------- | ------- | ------- | ------- | ------- | ------------ | ------------ | ------------ | ------------ | ------------ | ------------ | ------ | ------ | ------ | ------ | ------ | ------ | --- |
| Bundesliga        | 33    | 17      | 5       | 5       | 7       | 19      | 22      | 17           | 3            | 4            | 10           | 14           | 29           | 34     | 8      | 9      | 17     | 33     | 51     | -18 |
| Coppa di Germania | -     | 1       | 0       | 0       | 1       | 0       | 2       | 2            | 2            | 0            | 0            | 3            | 0            | 3      | 2      | 0      | 1      | 3      | 2      | +1  |
| Totale            | -     | 18      | 5       | 5       | 8       | 19      | 24      | 19           | 5            | 4            | 10           | 17           | 29           | 37     | 10     | 9      | 18     | 36     | 53     | -17 |

### Andamento in campionato
| Giornata  | 1  | 2  | 3  | 4  | 5  | 6  | 7  | 8  | 9  | 10 | 11 | 12 | 13 | 14 | 15 | 16 | 17 | 18 | 19 | 20 | 21 | 22 | 23 | 24 | 25 | 26 | 27 | 28 | 29 | 30 | 31 | 32 | 33 | 34 |
| --------- | -- | -- | -- | -- | -- | -- | -- | -- | -- | -- | -- | -- | -- | -- | -- | -- | -- | -- | -- | -- | -- | -- | -- | -- | -- | -- | -- | -- | -- | -- | -- | -- | -- | -- |
| Luogo     | C  | T  | C  | T  | C  | T  | C  | T  | C  | T  | C  | T  | C  | T  | C  | C  | T  | T  | C  | T  | C  | T  | C  | T  | C  | T  | C  | T  | C  | T  | C  | T  | T  | C  |
| Risultato | P  | P  | N  | P  | P  | N  | V  | N  | P  | P  | P  | P  | N  | P  | N  | P  | N  | V  | N  | N  | N  | P  | V  | V  | P  | V  | P  | P  | V  | P  | V  | P  | P  | V  |
| Posizione | 17 | 16 | 15 | 18 | 18 | 18 | 16 | 16 | 17 | 18 | 18 | 18 | 18 | 18 | 17 | 17 | 17 | 17 | 16 | 17 | 17 | 17 | 16 | 16 | 16 | 16 | 16 | 16 | 16 | 16 | 16 | 16 | 16 | 15 |

Legenda:

Luogo: C = Casa; T = Trasferta. Risultato: V = Vittoria; N = Pareggio; P = Sconfitta.

### Statistiche dei giocatori
| Giocatore          | Bundesliga | Bundesliga | Bundesliga  | Bundesliga | Coppa di Germania | Coppa di Germania | Coppa di Germania | Coppa di Germania | Totale   | Totale | Totale      | Totale     |
| Giocatore          | Presenze   | Reti       | Ammonizioni | Espulsioni | Presenze          | Reti              | Ammonizioni       | Espulsioni        | Presenze | Reti   | Ammonizioni | Espulsioni |
| ------------------ | ---------- | ---------- | ----------- | ---------- | ----------------- | ----------------- | ----------------- | ----------------- | -------- | ------ | ----------- | ---------- |
| M. Amsif           | 17         | 0          | 0           | 0          | -                 | -                 | -                 | -                 | 17       | 0      | 0           | 0          |
| I. Gelios          | -          | -          | -           | -          | -                 | -                 | -                 | -                 | -        | -      | -           | -          |
| S. Jentzsch        | 5          | 0          | 0           | 0          | 2                 | 0                 | 0                 | 0                 | 7        | 0      | 0           | 0          |
| A. Manninger       | 12         | 0          | 0           | 0          | 1                 | 0                 | 0                 | 0                 | 13       | 0      | 0           | 0          |
| J. Callsen-Bracker | 24         | 2          | 5           | 0          | 2                 | 1                 | 0                 | 0                 | 26       | 3      | 5           | 0          |
| M. de Jong         | 20         | 1          | 3           | 0          | 1                 | 0                 | 0                 | 0                 | 21       | 1      | 3           | 0          |
| R. Klavan          | 30         | 0          | 5           | 0          | 2                 | 0                 | 0                 | 0                 | 32       | 0      | 5           | 0          |
| S. Langkamp        | 11         | 0          | 2           | 0          | 2                 | 0                 | 0                 | 0                 | 13       | 0      | 2           | 0          |
| M. Ostrzolek       | 25         | 0          | 5           | 0          | 2                 | 0                 | 0                 | 0                 | 27       | 0      | 5           | 0          |
| M. Parkhurst       | 2          | 0          | 1           | 0          | -                 | -                 | -                 | -                 | 2        | 0      | 1           | 0          |
| R. Philp           | 4          | 0          | 0           | 0          | 1                 | 0                 | 1                 | 0                 | 5        | 0      | 1           | 0          |
| D. Reinhardt       | 4          | 0          | 1           | 0          | -                 | -                 | -                 | -                 | 4        | 0      | 1           | 0          |
| M. Strohmaier      | -          | -          | -           | -          | -                 | -                 | -                 | -                 | -        | -      | -           | -          |
| P. Verhaegh        | 17         | 0          | 2           | 0          | 1                 | 0                 | 0                 | 0                 | 18       | 0      | 2           | 0          |
| D. Baier           | 33         | 2          | 8           | 0          | 3                 | 0                 | 0                 | 0                 | 36       | 2      | 8           | 0          |
| A. Hahn            | 16         | 0          | 3           | 0          | -                 | -                 | -                 | -                 | 16       | 0      | 3           | 0          |
| J. Koo             | 21         | 3          | 3           | 0          | 1                 | 0                 | 1                 | 0                 | 22       | 3      | 4           | 0          |
| J. Morávek         | 21         | 1          | 3           | 0          | 2                 | 0                 | 1                 | 0                 | 23       | 1      | 4           | 0          |
| M. Nebel           | -          | -          | -           | -          | -                 | -                 | -                 | -                 | -        | -      | -           | -          |
| A. Ottl            | 13         | 0          | 1           | 0          | 3                 | 0                 | 0                 | 0                 | 16       | 0      | 1           | 0          |
| M. Petržela        | 12         | 0          | 0           | 0          | 1                 | 0                 | 0                 | 0                 | 13       | 0      | 0           | 0          |
| P. Pigl            | -          | -          | -           | -          | -                 | -                 | -                 | -                 | -        | -      | -           | -          |
| S. Tchoyi          | 2          | 0          | 0           | 0          | -                 | -                 | -                 | -                 | 2        | 0      | 0           | 0          |
| M. Thiede          | -          | -          | -           | -          | -                 | -                 | -                 | -                 | -        | -      | -           | -          |
| K. Vogt            | 28         | 1          | 7           | 1          | 2                 | 0                 | 0                 | 0                 | 30       | 1      | 7           | 1          |
| T. Werner          | 30         | 5          | 5           | 0          | 3                 | 0                 | 0                 | 0                 | 33       | 5      | 5           | 0          |
| A. Bancé           | 18         | 0          | 3           | 0          | 3                 | 1                 | 0                 | 0                 | 21       | 1      | 3           | 0          |
| S. Hain            | 12         | 1          | 2           | 0          | 2                 | 0                 | 0                 | 0                 | 14       | 1      | 2           | 0          |
| D. Ji              | 17         | 5          | 2           | 0          | -                 | -                 | -                 | -                 | 17       | 5      | 2           | 0          |
| S. Mölders         | 24         | 10         | 2           | 0          | 1                 | 0                 | 1                 | 0                 | 25       | 10     | 3           | 0          |
| K. Musona          | 14         | 0          | 2           | 0          | 3                 | 1                 | 0                 | 0                 | 17       | 1      | 2           | 0          |
| T. Oehrl           | 27         | 1          | 0           | 0          | 1                 | 0                 | 0                 | 0                 | 28       | 1      | 0           | 0          |
| G. Sankoh          | 11         | 0          | 2           | 0          | 1                 | 0                 | 1                 | 0                 | 12       | 0      | 3           | 0          |
| G. Sio             | 6          | 0          | 1           | 1          | 1                 | 0                 | 0                 | 0                 | 7        | 0      | 1           | 1          |